# John Leonard
John Kerwin Leonard (Québec, 29 dicembre 1871 – Québec, 30 aprile 1944) è stato un giocatore di curling canadese.

## Biografia
Partecipò ai III Giochi olimpici invernali edizione disputata a Lake Placid (Stati Uniti d'America) nel 1932, riuscendo ad ottenere la seconda posizione nella squadra canadese con i connazionali Albert Maclaren, Howard Steward e William Brown, partecipando per il Québec.
Nell'edizione le altre due nazionali canadesi ottennero il podio. La competizione ebbe lo status di sport dimostrativo.